# (6181) Bobweber
(6181) Bobweber ist ein Asteroid des Hauptgürtels. Er wurde am 6. September 1986 von der US-amerikanischen Astronomin Eleanor Helin am Palomar-Observatorium (IAU-Code 675) in Kalifornien entdeckt.
Der Asteroid wurde am 21. März 2008 nach dem US-amerikanischen Astronomen Robert Weber (1926–2008) benannt, der kurz vor seiner Pensionierung im Jahre 1996 den Vorläufer des LINEAR-Projekts entwickelte.